# Kløften Festival
Kløften Festival er en årlig musikfestival i Haderslev, der afholdes torsdag, fredag og lørdag i forbindelse med starten på skolernes sommerferie. 
Festivalen afholdtes første gang i 1980 under navnet Haderslev Musikfestival. Bag festivalen stod Aktivitetshusets musikgruppe og jazzklubben Æ Hasle Jazz, der i samarbejde med Haderslev Turistforening fik en-dagsfestivalen op og stå. 
Der var fra starten lagt op til, at det skulle være en årligt tilbagevendende begivenhed med det formål, at folket skulle nyde musik, øl og kærligheden udenfor i det danske sommervejr. På festivalplakaten i 1980 var aftegnet det velkendte røde vandtårn, som står på toppen af bakken i parkanlægget Kløften, midt i Haderslev by. Deraf opstod navnet Kløften Festival.

## Historien
Festivalen i 1980 blev en succes, og allerede året efter, i 1981 blev festivalen udvidet til to dage - denne gang under navnet Kløften Festival. Blandt de musikalske indslag dette år var Gnags, Allan Olsen og Kliché, med Lars Hug i forgrunden. Bandet var så veloplagte, at de fortsatte koncerten langt ud over den tilladelse, der var givet, og de fortsatte indtil politiet kom kl. 01.30 og lukkede festivalen. 
I 1986 blev der ikke afholdt Kløften Festival. Året før havde Marquis de Sade, med Anne Linnet iført lak og læder i forgrunden, spillet for 17.000 mennesker i parkanlægget. Bandets mørke og hårdtslående rockmusik om sadomasochisme skabte en lidt for intens stemning, der førte til hærværk på parkanlægget og de omkringliggende bygninger. Derfor blev festivalen i 1986 aflyst, dog med så højlydte protester fra befolkningen, at Haderslev Kommune i 1987 trådte til og byggede Store Scene til festivalen og samtidig stillede en underskudsgaranti, der skulle dække festivalen økonomisk, i tilfælde af, at eksempelvis regnvejr betød underskud. 
Festivalen i 1987 blev en stor succes. Underskudsgarantien, som der ikke blev brug for, blev startskuddet til det, vi i dag kender som Kløften Festivalens Støtteforening, hvis formål er at støtte Kløften Festival, økonomisk såvel som på andre måder. Kløften Festival var i sine første 10 år en gratis festival. 

## Betalt entré og tre dages festival
Først i 1995 begyndte man, som én af de sidste festivaler i Danmark, at tage entré. 1995 blev også det første år, hvor festivalen løb over tre dage. Mellemfolkeligt Samvirke, Internationalt Forum og Karnevalsgruppen afholdt dette år Verdensmusikfestival, som blev afholdt i Kløften, torsdagen inden festivalen. 
I 2002 blev Kløften Festivalen dog fast udvidet med endnu en dag. "Grejet står der jo alligevel, så hvorfor ikke bruge det?", lød det fra folkene bag festivalen, og den første kunstner til at spille om torsdagen blev Lars Lilholt Band. 

## 2 års nedlukning og 40 års jubilæum
Med to års forsinkelse kunne Kløften Festival i 2022 afholde 40 års jubilæum. 
På grund af COVID-pandemien kunne festivalen ikke afvikles planmæssigt i 2020 og 2021, men takket være lokale ildsjæle og stor opbakning fra såvel faste Kløften-gæster som lokale virksomheder, rykkede musikken og festen med stor succes ud i byens haver. 
Da pandemien i 2022 endelig slap sit tag, strømmede publikum tilbage i Kløften, sultne efter det, Kløften Festival er kendt for: Musik, øl og kærlighed. Festivalens 40 års jubilæum blev fejret med manér og det smukkeste danske sommervejr - en kombination som førte til, at festivalen i slutningen af 2022 kunne uddele ikke mindre end 2,2 mio kroner til velgørende formål. 

## Momsfritagelse og velgørenhed
Kløften Festival er en momsfritaget forening. Det betyder, at i stedet for at indbetale moms, skal beløbet, plus et evt. overskud af årets festival, uddeles til almennyttige og velgørende formål, såsom amatøridrætsarbejde, forebyggende børne- og ungdomsforsorg, ulandshjælp mm. 

## Publikum
Der sælges hvert år 8.700 billetter til hver af de tre dage. Langt størstedelen af billetterne sælges som partoutbilletter til gæster og sponsorer, der deltager alle tre dage. 

## Frivilligt arbejde
Kløften Festival kan alene afvikles takket være en kæmpe indsats fra intet mindre end 1600 frivillige ildsjæle. Ca. 50 af disse udgør Kløftens Organisation, bestående af driftledere, gruppeansvarlige og bestyrelse, som arbejder året rundt for at holde hjulene kørende. Resten træder til i ugerne op til festivalen og de sidste forlader parkanlægget ca. en uge efter festivalen. Alle lægger enten 10 timer, 30 timer eller 75+ timer. 

## Eskterne henvisninger
- Kløften Festival

55°15′23.07″N 9°29′37.48″Ø / 55.2564083°N 9.4937444°Ø